# Mario Babić
Mario Babić (Zagabria, 3 luglio 1992) è un calciatore croato, centrocampista del Lučko.

## Carriera

### Club
Il 5 agosto 2019 viene acquistato a titolo definitivo dalla squadra slovena del Tabor Sežana.